# مملبينتابي

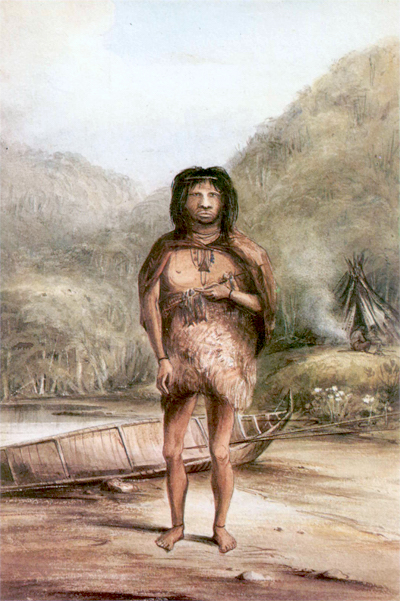

مَمِلَّبِّينَتَابَّي (mamihlapinatapai وتلفظ ‎[mamiɬəpiːnataːpai]‏‏ بمعنى «نظرة بين اثنين كلاهما يتمنى أن يفاتحه الآخر بشيء يريدانه معا ولكنهما غير راغبين في ذلك») كلمة من اللغة الياغانية [الإنجليزية] لأرض النار، مسجلة في موسوعة غينيس للأرقام القياسية على أنها «أوجز كلمة». يوجد أيضًا تفسير رومانسي للمعنى: «إنه ينظر عبر الطاولة عندما يتشارك شخصان لحظة غير معلنة ولكنها خاصة. عندما يعرف كل منهما الآخر يفهم الآخر ويتوافق مع ما يتم التعبير عنه. صمت معبر وهادف.»... 

## تشكيل الكلمة
تتكون الكلمة من البادئة الانعكاسية / المنفعلة ma- (mam- قبل حرف متحرك)، من الجذر ihlapi (يُنطق [iɬapi])، مما يعني «أن تكون في حيرة من أمر ما يجب القيام به بعد ذلك»، اللاحقة النصية -n ، لاحقة الإنجاز -ata ، واللاحقة المزدوجة -apai ، والتي في تكوينها مع mam الانعكاسية- لها معنى متبادل.

## الاستخدام
تم الاستشهاد بهذا المصطلح في كتب ومقالات حول نظرية الألعاب المرتبطة بمعضلة المتطوع. تمت الإشارة إليه أيضًا في تعريف العالم في مناقشة الصعوبات التي تواجه صموئيل جونسون في محاولة الوصول إلى تعريفات موجزة ودقيقة للكلمات.